# William Pitt de Jongere
William Pitt de Jongere (Hayes (Kent), 28 mei 1759 – Putney (Londen), 23 januari 1806) was een Brits politicus aan het einde van de 18e eeuw en begin 19e eeuw. Hij werd in 1783 de jongste eerste minister of premier (Prime Minister) in de Britse geschiedenis. Hij was premier van 1783 tot 1801, maar hij werd weer premier in 1804 tot aan zijn dood. Hij is bekend als “William Pitt the Younger”, dit om hem van zijn vader te onderscheiden. Zijn vader was eveneens premier van Groot-Brittannië als William Pitt de Oudere.

## Levensloop

### Jeugd en het begin van zijn politieke loopbaan
Hij was de tweede zoon van William Pitt de Oudere, die later de eerste graaf van Chatham zou worden en van 1766 tot 1768 premier van Groot-Brittannië. In 1773 ging hij studeren aan het Pembroke College aan de Universiteit van Cambridge en ging daarna aan de Lincoln's Inn rechten studeren. Omdat hij de kosten om als advocaat te kunnen pleiten niet kon betalen, besloot hij in de politiek te gaan. Via de invloed van Sir James Lowther werd hij in 1781 voor Appleby verkozen in het House of Commons. Hij werd beschouwd als een vertegenwoordiger van de Tory Party, terwijl Pitt zichzelf zag als een onafhankelijke Whig.

### Eerste premierschap
Pitt liet zich opmerken als een zeer actief parlementslid en kon zo snel opklimmen. In 1782 werd hij al op 23-jarige leeftijd minister van Financiën in de regering van de Shelburne. Begin 1783 werd deze regering ten val gebracht door Frederick North en Charles James Fox, die vervolgens een nieuwe regering vormden onder leiding van Portland. Pitt stapte niet in die regering. Koning George III was echter niet tevreden met deze regering en ontsloeg ze in december 1783. Vervolgens vroeg George aan Pitt om een nieuwe regering te vormen en hij werd op 24-jarige leeftijd de jongste premier ooit van Groot-Brittannië en combineerde dit met het ministerschap van Financiën.
Door zijn jonge leeftijd werd Pitt aanvankelijk door de oppositie bespot als een koninklijke marionet. Toch slaagde hij er in om zonder koninklijke steun de verkiezingen van 1784 te winnen, waarbij hij verkozen werd voor Cambridge. Hij zou dit district vertegenwoordigen tot zijn dood in 1806.
Als premier werd hij geconfronteerd met enkele belangrijke gebeurtenissen: zoals de Franse Revolutie en de beginnende psychische aandoening van koning George III. Hierdoor vormde hij een vastberaden wil om de Britse staat te hervormen. Hij toonde zich als een actieve, pragmatische regeringsleider, waardoor hij tot in het midden van de 19e eeuw een rolmodel zou zijn voor opvolgers.
Veel van zijn initiatieven werden echter tegenhouden of hadden slechts gedeeltelijk succes. Toen hij in 1785 een beperkte parlementaire hervorming wilde doorvoeren, verwierp het parlement dat. Ook wilde hij de Britse relatie met India en Ierland doen verbeteren. Het was ook deels op Pitts verzoek dat William Wilberforce in het parlement een wetsvoorstel indiende om de slavenhandel af te schaffen. Zijn meeste initiatieven waren echter gericht op financiële en administratieve hervormingen met de bedoeling om meer efficiëntie te bereiken en corruptie in te perken. Ook deed hij serieuze pogingen om de Britse staatsschuld te doen dalen door de stichting van een aflossingsfonds in 1786.
In de jaren 1790 werd Pitts regering overheerst door de gevolgen van de Franse Revolutie die in 1789 was begonnen. De Britten verklaarden in 1793 de oorlog aan Frankrijk, na executie van de Franse koning Lodewijk XVI door het nieuwe regime en de Franse ambassadeur in Groot-Brittannië werd uitgezet. Ook probeerde Pitt binnenlands radicalisme in te perken door hardhandige maatregelen te laten nemen. Pitt vond dat die nodig waren om de orde die hij met zijn regering gecreëerd had, te behouden. De maatregelen die Pitt nam, zorgden echter voor verdeeldheid binnen zijn politieke partij, de Whigs. Een groepering rond de hertog van Portland steunde de maatregelen van Pitt, terwijl een groep rond Charles James Fox zich ertegen verzette.
Hierdoor was het voor Pitt moeilijk om zijn administratieve hervormingen door te zetten en op die manier te bezuinigen. Hij was gedwongen de kosten voor oorlogsvoering te verhogen. Hij probeerde de financiën op orde te houden door in 1799 een inkomstenbelasting te heffen.

#### Act of Union
Onder Pitts regering werd op 1 januari 1801 de Act of Union gesloten, waarbij Ierland zich aansloot bij Groot-Brittannië. Deze unie heette voortaan Verenigd Koninkrijk.
Pitt geloofde dat Act of Union ervoor zou zorgen dat de katholieken tot het parlement toegelaten werden. Wat dit standpunt betrof, kreeg hij echter tegenstand van een aantal regeringsleiders en van koning George, die dit onverenigbaar vond met de beloftes die hij bij zijn kroning had gedaan. Dit zorgde ervoor dat Pitt op 14 maart 1801 na bijna 18 jaar premierschap ontslag nam.

### Tweede premierschap

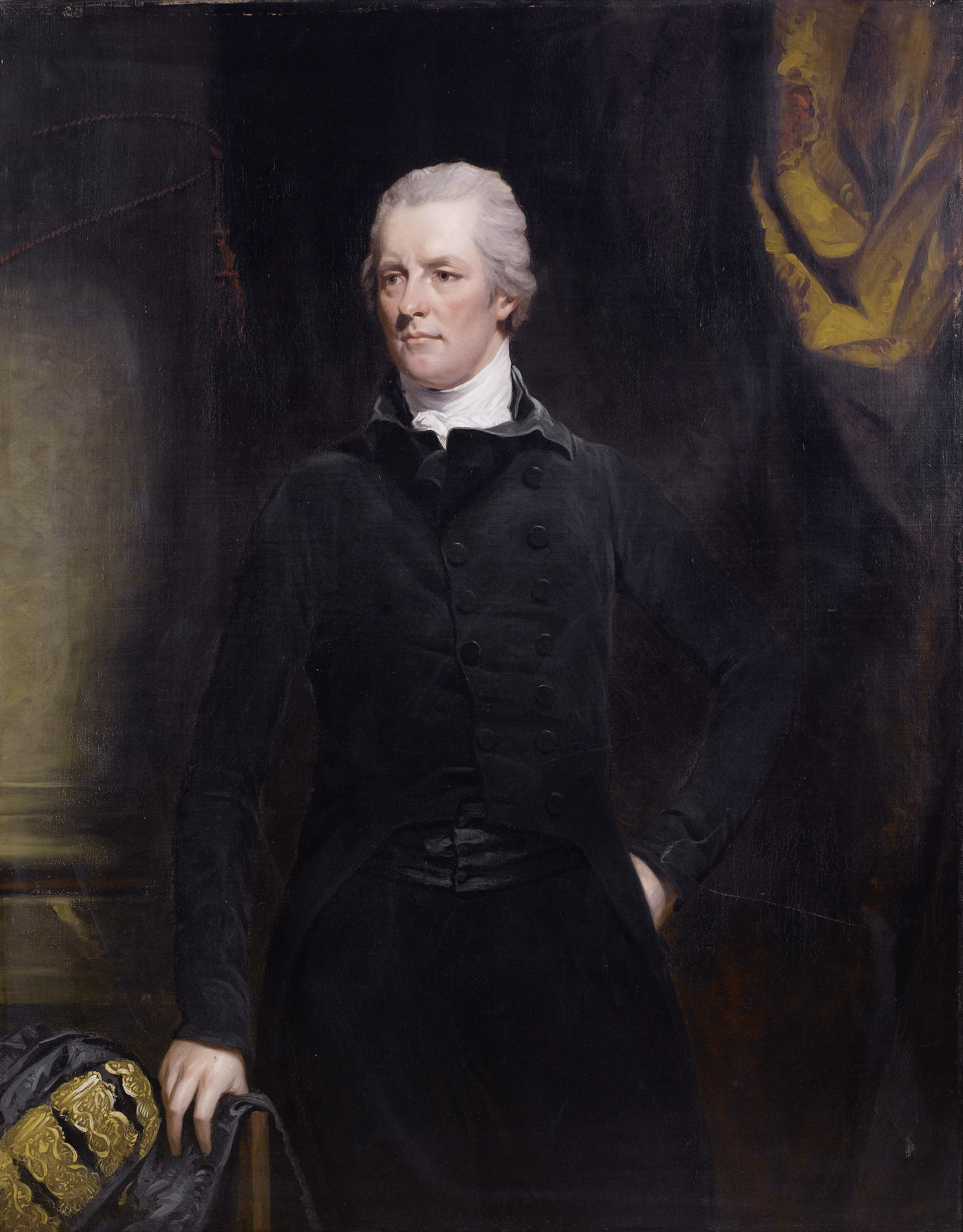
Pitt de Jongere in het begin van de 19e eeuw.

Nadat er in 1803 opnieuw oorlog uitbrak met Frankrijk, kwam Pitt opnieuw in de nationale politiek terecht. Ondanks gezondheidsproblemen, vooral door buitensporig drankgebruik, werd hij in mei 1804 opnieuw premier van Groot-Brittannië. Zijn tweede regering was echter zwakker dan zijn eerste. Met een bevolking van 16 miljoen, had Groot-Brittannië slechts de helft van het militaire gewicht van Frankrijk, dat 30 miljoen inwoners had. Wat betreft het aantal soldaten, werd het numerieke overwicht dat Napoleon had, gecompenseerd door de Britse uitgaven waardoor een groot deel van de Oostenrijkse en Russische legers gefinancierd werden, en die in 1813 een piek bereikten van 450.000 soldaten.
Hij voerde een continentale oorlogspolitiek. Deze bleek succes te hebben toen admiraal Nelson in 1805 de Franse vloot versloeg in de Slag bij Trafalgar. Deze overwinning was echter van korte duur, want enkele maanden later versloeg Napoleon met een beslissende overwinning de Oostenrijkse en Russische legers in de Slag bij Austerlitz.
Door de Franse oorlogsoverwinning begon Pitts gezondheid verder af te brokkelen. Op 23 januari 1806 overleed hij plotseling in zijn huis te Putney. Zijn laatste woorden zouden geweest zijn: "O mijn land! Ik moet mijn land verlaten!"